# Eboracum

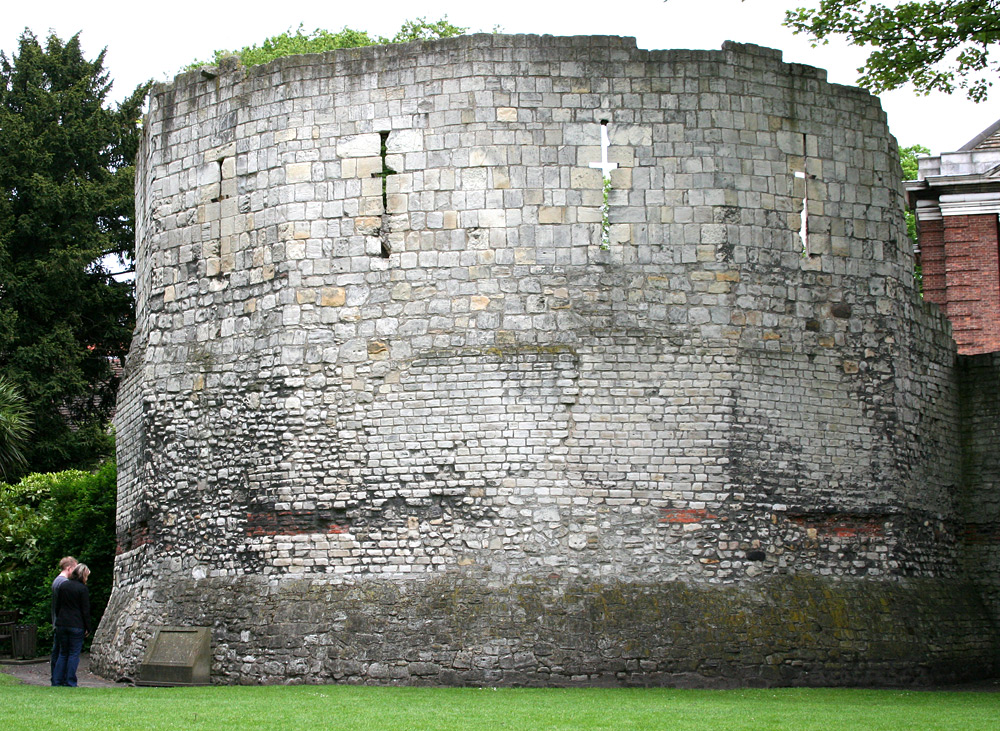
Reste der römischen Mauer des Legionslagers

Eboracum, später zur Colonia Eboracensium erhoben, war eine römische Stadt in der Provinz Britannien, an der Stelle des heutigen York. In der Stadt residierten mehrmals römische Kaiser, welche die Stadt als Ausgangspunkt für diverse Feldzüge benutzten.

## Geschichte
Die Anfänge der Stadt liegen im Dunkeln, doch scheint es keine keltische Vorgängersiedlung gegeben zu haben. Ein erstes Legionslager wurde 71 n. Chr. an der Stelle der späteren Stadt errichtet, in dem bis ca. 120 die Legio VIIII Hispana untergebracht war. Dies geschah, nachdem das Gebiet der Briganten, in dem die Stadt lag, unterworfen worden war. Um 108 wurde das Lager mit steinernen Mauern versehen. Seit 120 war hier die Legio VI Victrix stationiert.
Neben dem Militärlager entwickelte sich schon früh eine Siedlung, die schnell städtische Ausmaße erlangte und der Hauptort der Civitas der Briganten war. Um 197 wurde Britannien in zwei Provinzen unterteilt, wobei Eboracum die Hauptstadt von Britannia inferior wurde. In dieser Zeit hielt sich Kaiser Septimius Severus in der Stadt auf, der von hier aus Feldzüge gegen die Pikten und andere nördliche Invasoren führte. Der Ort soll in dieser Zeit nach literarischen Quellen sogar einen kaiserlichen Palast gehabt haben, der archäologisch bisher jedoch nicht mit Sicherheit nachweisbar ist. Im Jahr 211 starb der Kaiser in der Stadt. Kurz danach wurde Eboracum anscheinend in den Status einer Kolonie erhoben und erhielt den vollen Namen Colonia Eboracensium, obwohl sie mit diesem Status erst in einer 237 datierten Inschrift erscheint.
Am Ende des dritten Jahrhunderts wurden die britannischen Provinzen nochmals unterteilt. Die Stadt war nun Hauptstadt der Provinz Britannia secunda. In dieser Zeit residierte auch Kaiser Constantius I. in der Stadt und leitete von ihr aus Feldzüge gegen die Pikten und Skoten. Er starb 306 in Eboracum. Sein Sohn Konstantin der Große wurde dort zum Kaiser ausgerufen. Im frühen 4. Jahrhundert unternahm die Legio VI Victrix größere Umbauarbeiten an ihrem Hauptlager Eburacum. Befestigungen und Türme wurden verstärkt und andere Gebäude wie die Principia instand gesetzt. Die Stadt behielt im ganzen vierten Jahrhundert ihre Bedeutung, gehörte aber wahrscheinlich nach Abzug der Römer im fünften Jahrhundert zum brigantischen Königreich Ebrauc, das die Angelsachsen eroberten. Es gibt Anzeichen einer Siedlungskontinuität, doch mit neuen Einwohnern.

## Archäologie
Die Stadt bestand aus mehreren Teilen. Im Norden lag das Legionslager, dessen Mauern und Umfang gut bekannt sind. Südwestlich davon schloss sich die Zivilstadt an, die an beiden Seiten des Flusses Ouse lag. Die Zivilstadt hatte eine eigene Stadtmauer.
Obwohl es zahlreiche Grabungen im Stadtgebiet gab, ist es schwer, sich ein Bild von der antiken Stadt zu machen. Der Standort der meisten öffentlichen Gebäude, die für die Stadt zu erwarten sind, ist bisher unbekannt. Im Süden der Stadt gab es monumentale Thermen. Es gibt die Überlegung, dass sie Teil eines Kaiserpalastes waren. Es konnten die Reste einer Basilika ergraben werden, die vielleicht Teil eines Forums war. Ein Amphitheater ist durch Texte belegt. Zahlreiche Tempel oder Heiligtümer können anhand von Weihesteinen vermutet werden. Keines von ihnen ist bisher lokalisiert worden.
Außerhalb der Stadtmauern gab es große Nekropolen, die reich an beschrifteten Grabsteinen waren.
Vor etwa 100 Jahren entdeckten hier die Archäologen auch das berühmte Grab der Dame mit dem Elfenbeinarmreif. Es enthielt üppige Grabbeigaben, so dass die Dame vor etwa 1600 Jahren zur Römischen Oberschicht gehört haben muss. Hella Eckhardt von der University of Reading ermittelte 2009 anhand der Schädelform, sowie anhand von Sauerstoff- und Strontiumisotopen in den Zähnen, dass sie aus Nordafrika stammte. Bei den Grabbeigaben befand sich neben einem Armreif aus Gagat auch ein Elfenbeinreif, der für Britannien sehr selten war. Ein Beinbeschlag einer hölzernen Kiste enthielt eine Inschrift, die heute christlich gedeutet wird und daher von der noch jungen Religion im Römischen Reich des 4. Jahrhunderts zeugt. Ein Parfümflakon aus blauem Glas und ein Glasspiegel befanden sich ebenfalls in dem freigelegten Steinsarkophag.

## Sonstiges
Die Stadt New York bezeichnet sich in ihrem Siegel in Anlehnung an den antiken Namen Yorks als Civitas Novum Eboracum, auf dem Siegel steht wörtlich: „SIGILLUM CIVITATIS NOVI EBORACI“ (= Siegel der Stadt New York). Die aus York stammende Formation für Barockmusik Ensemble Eboracum Baroque verwendet die Bezeichnung Eboracum.